# Андромеда (Рембрандт)
«Андромеда» (нід. Andromeda) — картина голландського художника Рембрандта Гарменса ван Рейна, що була створена приблизно в період з 1629 по 1631 рік. За основу взятий сюжет із давньогрецької міфології, переказаний давньоримським поетом  Овідієм у творі  «Метаморфози», про надзвичайної вроди дочку представників царської родини Ефіопії Кефея та Кассіопеї — Андромеду. З 1906 року перебувала у фондах гаазького музею Мауріцгейс (інвентарний номер — 707), з 1946 року стала повноцінною частиною його фондів згідно з заповітом попереднього власника. Картину, попри популярність у мистецтвознавців та поціновувачів, лише одного разу надали для виставки, що проходила в Лейдені від 15 липня до 15 вересня 1906 року.

## Історія
Картина була написана в останні роки перебування ван Рейна у своїй лейденській майстерні, яку він залишив у 1631 році, щоб переїхати до Амстердама, де його роботи користувалися значно більшим попитом. Для дослідників залишаються нез'ясованими не лише обставини написання картини (власне бажання художника чи на замовлення), а й те, де вона перебувала впродовж майже 155 років з моменту створення. 

Першим офіційним записом, де вона фігурує, є відомості аукціону, що був проведений аукціоністом «Grange» 23 липня 1785 року в Антверпені. Згідно з цими відомостями картина була у власності приватного колекціонера, фінансиста та засновника біржі «Compagnie de Trieste» — Шарля Андре Мельхіора, графа Пролі (нід. Charles André Melchior, Comte de Proli). Однак, з якого саме часу вона потрапила до вказаного графа — невідомо. Під час аукціону картина була ідентифікована як робота Рембрандта та мала назву — «Андромеда». Лоту був присвоєний номер 3926 та супровідний опис західнофризькою мовою:
«Рембрандт. Андромеда, здійнявши руки над головою, прикута до скелі, вона напівгола; праворуч — кілька очеретів, спокійне море і темне небо; все має сміливий, гордий і пастоподібний дотик; фігура відрізняється великим рельєфом і правильним дизайном, в ній присутній сріблястий колір і магія світлотіні, що виявляється у всіх його роботах і що підтверджує репутацію цього художника. 12 ¼ дюймів у висоту, 9 у ширину» Оригінальний текст (фриз.)
"Rembrant. Andromède ayant les bras au-dessus de la tête liés à un rocher, elle est à demi-nue; à la droite sont quelques roseaux, une mer calme et un ciel sombre; tout y est d'une touche hardie, fière et pateuse; la figure y est d'un grand relief et d'un dessin correct, on y découvre une couleure argentine, et une magie du clair-obscur qui se manifeste dans tous ses ouvrages et qui a comme scillée la réputation de ce Peintre. Haut 12 ¼ po. large 9 [= 33 x 24.3 cm] B[ois]".

Картина була продана за 44 франки й 10 центів. Її новим власником став дворянин швейцарського походження, колекціонер, в різні часи посол Данії в Речі Посполитій, Іспанії, Нідерландах, Російській імперії — Арман Франсуа Луї Местраль де Сен-Сафорін. Він володів картиною до 19 травня 1806 року, коли витвір Рембрандта був проданий на аукціоні у Відні. Лот придбала друга дружина Віллема I — Генрієтта Адріана Луїза, графиня д'Утремон. Наступні відомості про картину з'являються у Брюсселі в 1905 році, згідно з якими її власником був Річард Левенгард ван ден Босх (нід. Richard Leeuwenhart van den Bosch), син від другого шлюбу командувача Королівської Голландської Ост—Індської армії, міністра колоніальних відносин і державного міністра — Йоганнеса ван ден Боша. У 1906 році новим власником став колекціонер, історик, доктор мистецтв з Гааги — Абрагама Бредіуса. Цю картину в 1907 році він передав Королівській картинній галереї Мауріцгейс для демонстрації поціновувачам. У 1946 році «Андромеда, прикута до скелі» згідно із заповітом власника перейшла у власність музею.

## Опис

### Сюжет
Після того, як Персей здолав медузу Горгону, він приземлився в Ефіопії. Його увагу привернула новина про те, що ненажерливому морському змію збираються віддати чарівну дівчину. Її звали Андромеда, й вона у такий спосіб повинна була бути покарана за марнославство своєї матері — цариці Кассіопеї. Остання стверджувала, що врода її доньки затьмарює нереїд, доньок морського бога Нерея. Згідно з епосами, в ті часи люди досить часто гнівили богів твердженням про свою перевагу будь-чим над будь-яким з божеств. Однак вперше за ненависну богам зарозумілість довелося відповісти не самій Кассіопеї, а її безневинній дочці. Ефіопів у покарання за пихатість цариці покарали морським змієм, що пожирав невинних людей. Дізнавшись від оракула, що позбавитися цього лиха можна лише принісши в жертву чудовиську Андромеду, люди змусили царя Кефея віддати доньку. Персей прибув в той час, коли дівчину вже прикували до прибережної скелі. Герой полюбив красуню з першого погляду й, вставши поруч з нею, дочекався, коли з'явиться морський змій, й відтяв йому голову. Потім він звільнив Андромеду, відвів до батьків і попросив її руки. Цар із царицею благословили молодят. Персей та Андромеда жили довго та щасливо, а їхній син Електріон згодом став дідом Геракла.

### Виконання
У 2020 році Пітер Кляйн (англ. Peter Klein), один із провідних дендрохронологів світу, проводив дослідження картини, що вважалася ймовірною роботою Рембрандта. В ході аналізу було виявлено, що дерево на якому вона виконана ідентичне тому, на якому була написана «Андромеда». Обидві панелі походять з дуба, зрубаного в балтійському регіоні між 1618-28 роками.
Серед мистецтвознавців Рембрандт ван Рейн відомий як художник, який уміло використовував різні техніки передачі пропорцій фігур, стану афекту та інших емоцій. Ці знання він перейняв з книги «Життєписи художників» (1604 року) відомого голландського художника, представника стилю маньєризм, поета та історика мистецтв — Карела ван Мандера. Рембрандт та, деякою мірою, Пітер Ластман вважаються послідовниками стилю Мандера, вони найдосконаліше опанували його знання. Під цим впливом ван Рейн свідомо відійшов від концепції передачі витончених поз та рухів, таких як — контрапост.
В наш час дослідники творчості ван Рейна впевнені, що окрім впливу Мандера, він перебував і під впливом «італійського стилю», який перейняв від Пітера Ластмана. Останній був не тільки одним із вчителів і наставників Рембрандта, а також його приятелем. Ластман провів кілька років в Італії та передав здобуті уміння ван Рейну, оскільки останній ніколи не їздив закордон на навчання. Рембрандт запозичив від Ластмана стиль передачі композиції приблизно у 1630-х роках. Саме в цей час ван Рейн створив «Андромеду» та, ймовірно, «Сусанну в оточені старців [Архівовано 2 лютого 2022 у Wayback Machine.]». Разом з тим, дослідники схиляються до думки, що картини, в яких Рембрандт зображав жінок, мають певну схожість з творчістю італійської художниці епохи бароко, представниці неаполітанської художньої школи — Артемізії Джентілескі. Безсумнівним є те, що ван Рейн переймав багато ідей з картин та гравюр італійських художників. Про це він особисто говорив поетові, композитору і науковцю Константину Гюйгенса, підкреслюючи, що йому не потрібно було їхати до Італії, оскільки в Амстердамі він міг побачити всі італійські картини, які тільки бажав. Ця обставина говорить про те, що ван Рейн мав доступ до будинків торговців та колекціонерів мистецтвом.
Дослідники вважають, що багато сюжетів картин ван Рейна є жахливими та жорстокими, де герой або близький до загибелі або гине через моральну сліпоту, піддавшись неконтрольованим бажанням. Вибором таких тем для своїх картин, в традиціях філософії сенеканців та стоїків, Рембрандт немов демонстрував контраст між світським насильством і стражданням непохитних героїв. Разом з тим, більшість робіт зображали страждання безневинних та беззахисних жінок. До однієї з таких й належить «Андромеда». При роботі над цією картиною Рембрандт, на відміну від Ластмана, свідомо відійшов від умовності витончених поз та рухів й спробував передати своє бачення події. Андромеда прикута до скелі, вона перелякана, частина її тіла оголена, руки незграбно скручені, але вона намагається прикритися й ухилитися від чогось жахливого, що поза зором глядача. Свого часу, скоріш за все, таке зображення сюжету на полотні повинно було бути шоком для поціновувачів Рембрандта. В такий радикальний спосіб він намагався перевершити своїх попередників і сучасників, таких, наприклад, як відомий майстер зображення жорстоких сцен та пристрастей — Пітер Пауль Рубенс.
Гендрік Гольціус та Пітер Пауль Рубенс раніше за Рембрандта створили картини за сюжетом «Метаморфоз» Овідія. В їхньому баченні головним персонажем виступав Персей. Рембрандт переніс головний акцент сюжету на Андромеду, зобразивши її самотньою, без Персея чи морського чудовиська, а отже зосереджуючи увагу глядача на її стражданнях та очікуванні смерті. Ймовірно «Андромеда» разом з «Викраденням Європи» та «Діаною, що купається зі своїми німфами» могли бути серією картин, що присвячені жінкам за мотивами сюжетів давньогрецьких міфів. За переконанням дослідниці творчості Рембрандта Емі Голамі (англ. Amy Golahny), для художника наратив Овідія був провідником у світ оголеного тіла, пристрастей, еротичного гумору та пасторального пейзажу.

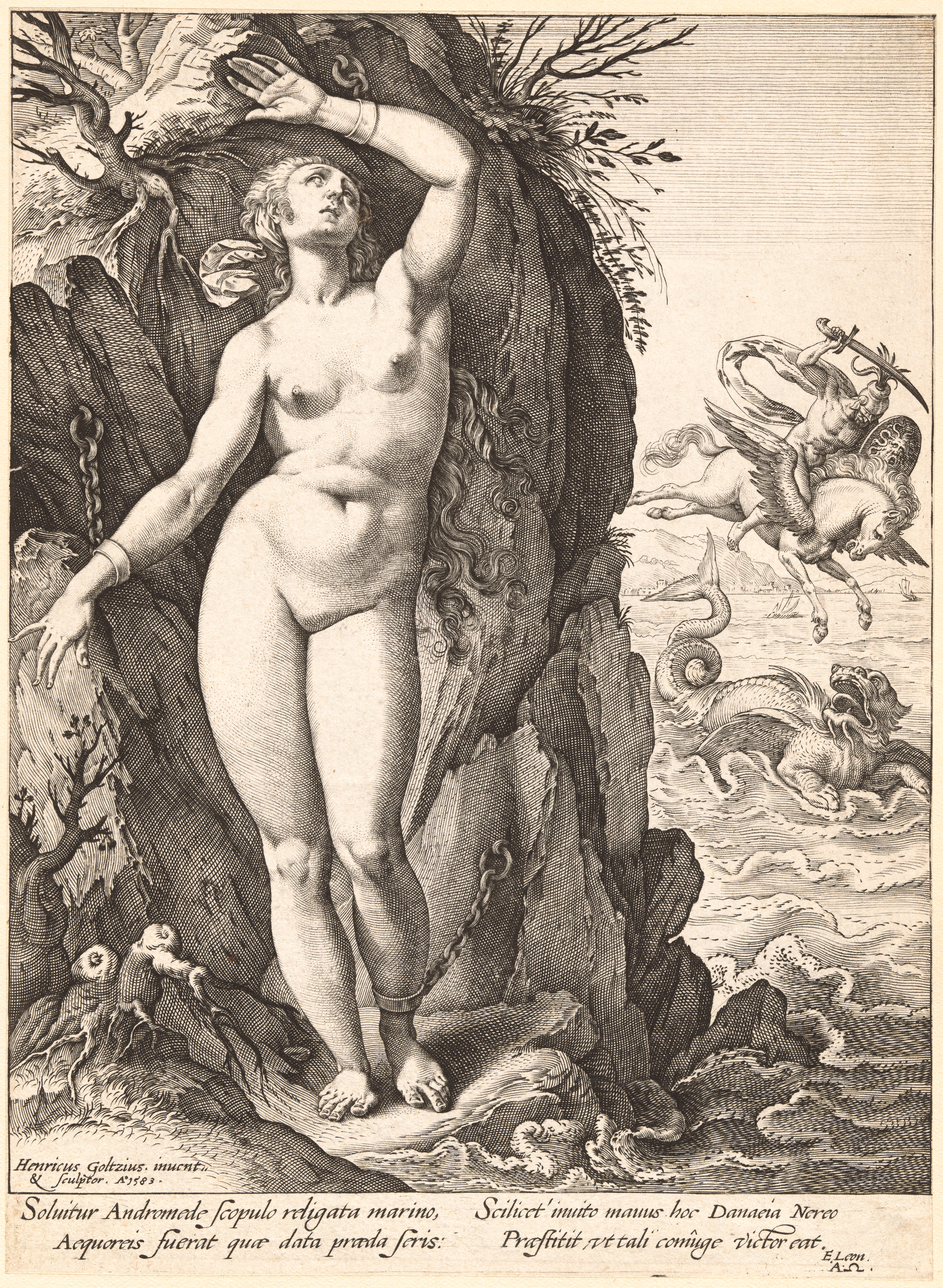
Гендрік Гольціус «Персей звільняє Андромеду» (1583)
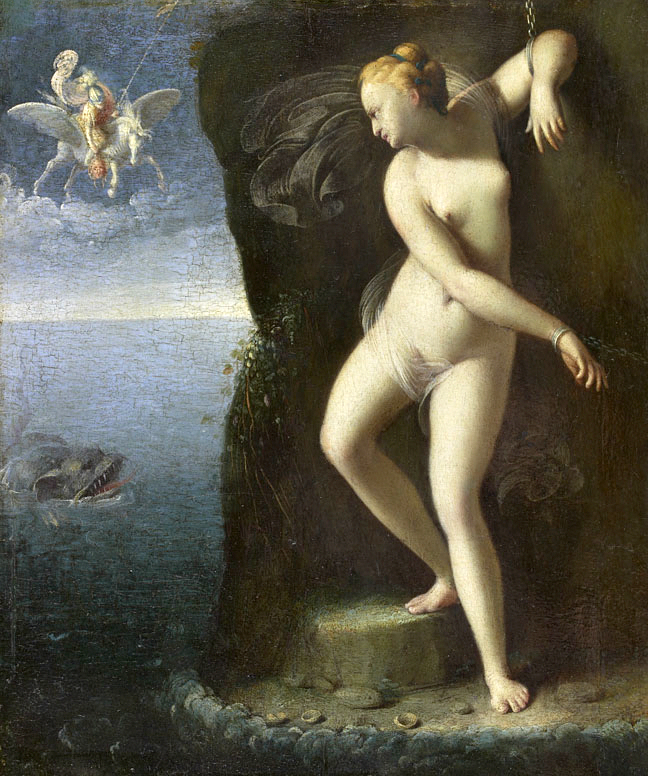
Карло Сарачені «Зв'язана Андромеда» (бл. 1600)
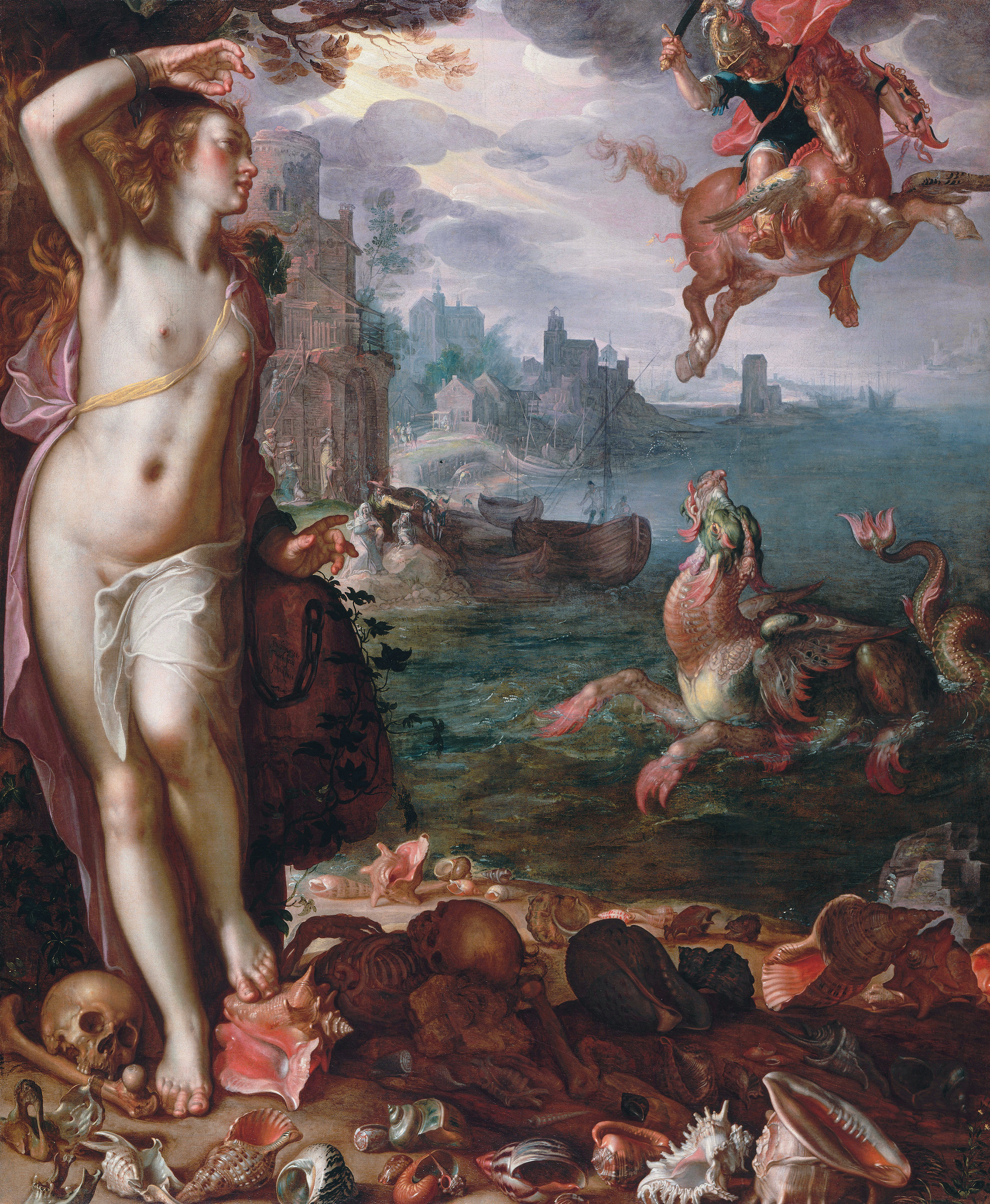
Йоахім Втевал «Персей звільняє Андромеду» (1611)
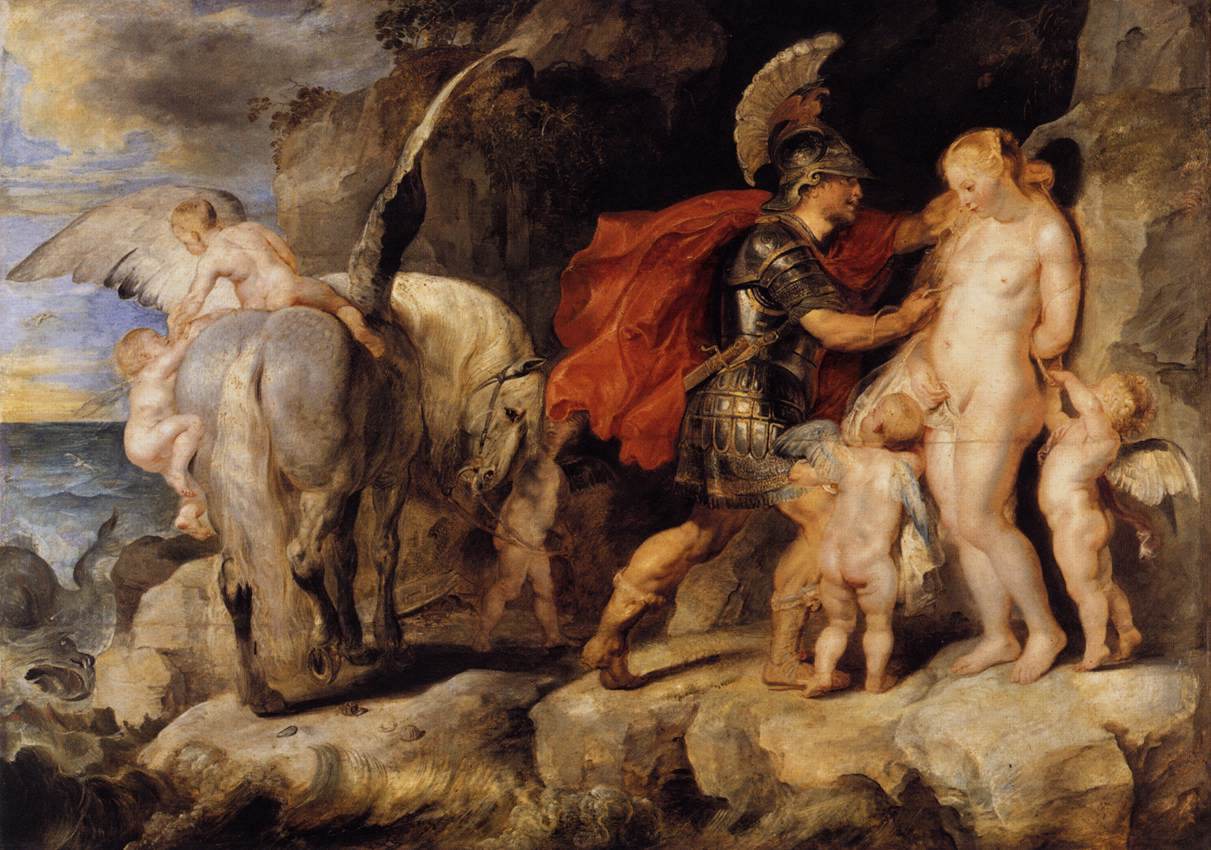
Пітер Пауль Рубенс «Персей звільняє Андромеду» (1620)

## Відгуки
Історик мистецтва, яка спеціалізується на європейському мистецтві раннього нового періоду Анат Гілбоа (англ. Anat Gilboa), характеризуючи картину, зауважила, що «виставляючи глядачеві оголену фігуру з такою безпосередністю митець також закликає вуаєристичного глядача виявляти співчуття до жінки, що страждає».
Доктор філософії з історії мистецтв, а також дослідник мистецтва Відродження та Раннього нового періоду Ерік Ян Слюейтер (нід. Eric Jan Sluijter) вважає, що картина взагалі не вплинула на сучасників Рембрандта. На відміну від «Данаї» та «Сусанни» ця робота ван Рейна не вплинула навіть на творчість його власних учнів.
На переконання співробітниці відділу теорії та історії культури Інституту проблем сучасного мистецтва НАМ України Ковальчук Олени Вадимівні, Рембрандт був художником, який конфліктував з академістами, не любив писати прикрашені жіночі тіла, вмів вдивлятися в природний зміст і зображати на полотнах «життєві біографії» реалій тіла. Саме тому замість красивої картинки моделі його куди більше цікавила духовна складова, світло внутрішньої шляхетності, тим самим захоплюючи глядача майже з першого погляду.